# Samodzielny Publiczny Szpital Kliniczny im. prof. Adama Grucy CMKP
Samodzielny Publiczny Szpital Kliniczny im. prof. Adama Grucy CMKP – szpital kliniczny znajdujący się przy ulicy ks. Stanisława Konarskiego 13 w Otwocku, wchodzący w skład Centrum Medycznego Kształcenia Podyplomowego. Szpital jest jednym z największych wysokospecjalistycznych ośrodków ortopedycznych w Polsce. 

## Historia
Przyjmuje się, że szpital powstał w 11 września 1973, kiedy Wojewódzka Rada Narodowa podjęła uchwałę na mocy której w miejsce Sanatorium im. Janka Krasickiego utworzono Wojewódzki Zespół Traumatologii, Ortopedii i Rehabilitacji im. Janka Krasickiego.
W 1975 placówka została przekształcona w Kliniczny Szpital Zespolony Centrum Medycznego Kształcenia Podyplomowego im. Janka Krasickiego. Następna zmiana miała miejsce w 1982, kiedy to szpital zespolony przekształcono w Państwowy Szpital Kliniczny Nr 2 CMKP w Warszawie im. Janka Krasickiego. W 1990 na fali dekomunizacji dokonano zmiany patrona z Janka Krasickiego na Adama Grucę.
W obecnej formie, tj. jako Samodzielny Publiczny Szpital Kliniczny im. prof. Adama Grucy Centrum Medycznego Kształcenia Podyplomowego, szpital działa od 1998.